# Митницький (заказник)
Ми́тницький — гідрологічний заказник місцевого значення в Шполянському районі Черкаської області.

## Опис
Заказник площею 39,3 га розташовано біля с. Лебедин у долині річки. 
Як об'єкт природно-заповідного фонду створено рішенням Черкаського облвиконкому від 28.11.1979 р. № 597. Землекористувач або землевласник, у віданні якого перебуває заповідний об'єкт — Лебединська сільська рада..
Під охороною водно-болотний масив з типовою рослинністю, регулятор гідрологічного режиму місцевості.